# Джузеппе Каванна
Джузе́ппе Каванна (італ. Giuseppe Cavanna, нар. 18 вересня 1905, Верчеллі — пом. 3 листопада 1976, Верчеллі) — італійський футболіст, воротар. По завершенні ігрової кар'єри — футбольний тренер.
Як гравець насамперед відомий виступами за клуби «Про Верчеллі» та «Наполі».
У складі збірної — чемпіон світу.

## Клубна кар'єра
Народився 18 вересня 1905 року в місті Верчеллі. Вихованець футбольної школи клубу «Про Верчеллі». Дорослу футбольну кар'єру розпочав 1925 року в основній команді того ж клубу, в якій провів чотири сезони, взявши участь у 65 матчах чемпіонату.
Своєю грою за цю команду привернув увагу представників тренерського штабу клубу «Наполі», до складу якого приєднався 1929 року. Відіграв за неаполітанську команду наступні сім сезонів своєї ігрової кар'єри. Більшість часу, проведеного у складі «Наполі», був основним голкіпером команди.
Протягом 1936—1937 років захищав кольори команди клубу «Беневенто».
Завершив професійну ігрову кар'єру у клубі «Про Верчеллі», у складі якого свого часу розпочинав виступи на футбольному полі. Прийшов до команди 1937 року, захищав її кольори до припинення виступів на професійному рівні у 1939.

## Виступи за збірні
1931 року захищав кольори другої збірної Італії, у складі якої провів 6 матчів.
1934 року був включений до заявки національної збірної Італії для участі у переможному для італійців домашньому чемпіонаті світу 1934 року. На турнірі був резервним воротарем, резервистом основного голкіпера та капітана команди Джанп'єро Комбі, жодного разу на поле не виходив.

## Кар'єра тренера
Розпочав тренерську кар'єру, повернувшись до футболу після тривалої перерви, 1951 року, очоливши тренерський штаб клубу «Ночеріна». Досвід тренерської роботи обмежився цим клубом.
Помер 3 листопада 1976 року на 72-му році життя у рідному місті Верчеллі.

## Титули і досягнення
- Чемпіон світу (1):

1934